# Islands ambassadører i Indien
Islands første ambassadør i Indien var Pétur Thorsteinsson i 1976. Islands nuværende ambassadør i Indien er Guðmundur Eiríksson. 

## Liste over ambassadører
| # | Navn                    | Tid              | Slut på mission  |
| - | ----------------------- | ---------------- | ---------------- |
| 1 | Pétur Thorsteinsson     | 20 november 1976 | 9 februar 1984   |
| 2 | Sigurður Bjarnason      | 9 februar 1984   | 31 december 1985 |
| 3 | Hannes Jónsson          | 6 oktober 1987   | 31 oktober 1989  |
| 4 | Benedikt Ásgeirsson     | 5 februar 1997   | 11 februar 2000  |
| 5 | Þorsteinn Pálsson       | 11 februar 2000  | 23 februar 2004  |
| 6 | Sverrir H. Gunnlaugsson | 23 februar 2004  | 5 april 2006     |
| 7 | Sturla Sigurjónsson     | 5 april 2006     | 18 januar 2007   |
| 8 | Gunnar Pálsson          | 18 januar 2007   | 11 november 2009 |
| 9 | Guðmundur Eiríksson     | 11 november 2009 |                  |